# Chardonnay (Saona i Loara)
Chardonnay (wym. [ʃaɾdɔnɛj]) – miejscowość i gmina we Francji, w regionie Burgundia-Franche-Comté, w departamencie Saona i Loara.
Według danych na rok 1990 gminę zamieszkiwało 169 osób, a gęstość zaludnienia wynosiła 27 osób/km² (wśród 2044 gmin Burgundii Chardonnay plasuje się na 742. miejscu pod względem liczby ludności, natomiast pod względem powierzchni na miejscu 1160.).